# العلاقات الإثيوبية الكينية
العلاقات الإثيوبية الكينية هي العلاقات الثنائية التي تجمع بين إثيوبيا وكينيا.

## مقارنة بين البلدين
هذه مقارنة عامة ومرجعية للدولتين:
| وجه المقارنة                                              | إثيوبيا                        | كينيا                         |
| --------------------------------------------------------- | ------------------------------ | ----------------------------- |
| المساحة (كم2)                                             | 1.10 مليون                     | 581.31 ألف                    |
| عدد السكان (نسمة)                                         | 104.96 مليون                   | 48.47 مليون                   |
| الكثافة السكانية (ن./كم²)                                 | 95.42                          | 83.38                         |
| العاصمة                                                   | أديس أبابا                     | نيروبي                        |
| اللغة الرسمية                                             | اللغة الأمهرية                 | اللغة السواحلية، لغة إنجليزية |
| العملة                                                    | بير إثيوبي                     | شيلينغ كيني                   |
| الناتج المحلي الإجمالي (بليون دولار)                      | 80.56 مليار                    | 74.94 مليار                   |
| الناتج المحلي الإجمالي (تعادل القوة الشرائية) بليون دولار | 161.90 مليار                   | 142.24 مليار                  |
| الناتج المحلي الإجمالي الاسمي للفرد دولار أمريكي          | 619                            | 1.38 ألف                      |
| الناتج المحلي الإجمالي للفرد دولار أمريكي                 | 1.50 ألف                       | 2.95 ألف                      |
| مؤشر التنمية البشرية                                      | 0.442                          | 0.548                         |
| رمز المكالمات الدولي                                      | +251                           | +254                          |
| رمز الإنترنت                                              | .et                            | .ke                           |
| المنطقة الزمنية                                           | ت ع م+03:00، توقيت شرق أفريقيا | ت ع م+03:00                   |

## منظمات دولية مشتركة
يشترك البلدان في عضوية مجموعة من المنظمات الدولية، منها:
| علم المنظمة | اسم المنظمة                                                | تاريخ انضمام إثيوبيا | تاريخ انضمام كينيا |
| ----------- | ---------------------------------------------------------- | -------------------- | ------------------ |
|             | الاتحاد البريدي العالمي                                    | ?                    | ?                  |
|             | مؤسسة التنمية الدولية                                      | 11 أبريل 1961        | 3 فبراير 1964      |
|             | منظمة حظر الأسلحة الكيميائية                               | ?                    | ?                  |
|             | الأمم المتحدة                                              | 13 نوفمبر 1945       | 16 ديسمبر 1963     |
|             | الاتحاد الأفريقي                                           | ?                    | 13 ديسمبر 1963     |
|             | وكالة ضمان الاستثمار متعدد الأطراف                         | 13 أغسطس 1991        | 28 نوفمبر 1988     |
|             | منظمة الشرطة الجنائية الدولية                              | ?                    | ?                  |
|             | مؤسسة التمويل الدولية                                      | 20 يوليو 1956        | 3 فبراير 1964      |
|             | مجموعة دول أفريقيا والكاريبي والمحيط الهادئ                | ?                    | ?                  |
|             | البنك الدولي للإنشاء والتعمير                              | 27 ديسمبر 1945       | 3 فبراير 1964      |
|             | الاتحاد الدولي للاتصالات                                   | 20 فبراير 1932       | 11 أبريل 1964      |
|             | البنك الإفريقي للتنمية                                     | ?                    | ?                  |
|             | العملية المشتركة للاتحاد الأفريقي والأمم المتحدة في دارفور | ?                    | ?                  |
|             | الفريق المعني برصد الأرض                                   | ?                    | ?                  |
|             | يونسكو                                                     | 1 يوليو 1955         | 7 أبريل 1964       |

## وصلات خارجية
- موقع وزارة الخارجية الإثيوبية
- موقع وزارة الخارجية الكينية